# Jordan Aviation
Jordan Aviation — иорданская авиакомпания со штаб-квартирой в Аммане. Предоставляет чартерные рейсы по всему миру, услуги аренды и обслуживания самолётов других авиакомпаний, а также является важным поставщиком авиаперевозок для миротворческих миссий ООН. Основным хабом является международный аэропорт Амман. Кроме того, у него есть собственный отдел технического обслуживания, который является частью Операционно-технического центра Jordan Aviation, открытого в октябре 2010 года.

## История
Авиакомпания была основана как компания в 1998 году и получила сертификат эксплуатанта в 2000 году, начав свою деятельность в октябре того же года. Она запустила рейсы из Аммана в качестве первой частной чартерной авиакомпании в Иордании. На рейсах авиакомпании осуществляются перевозки миротворцев ООН. Компания также занимается «мокрым лизингом» самолётов. Праздничные чартерные рейсы также выполняются с его баз в Аммане.

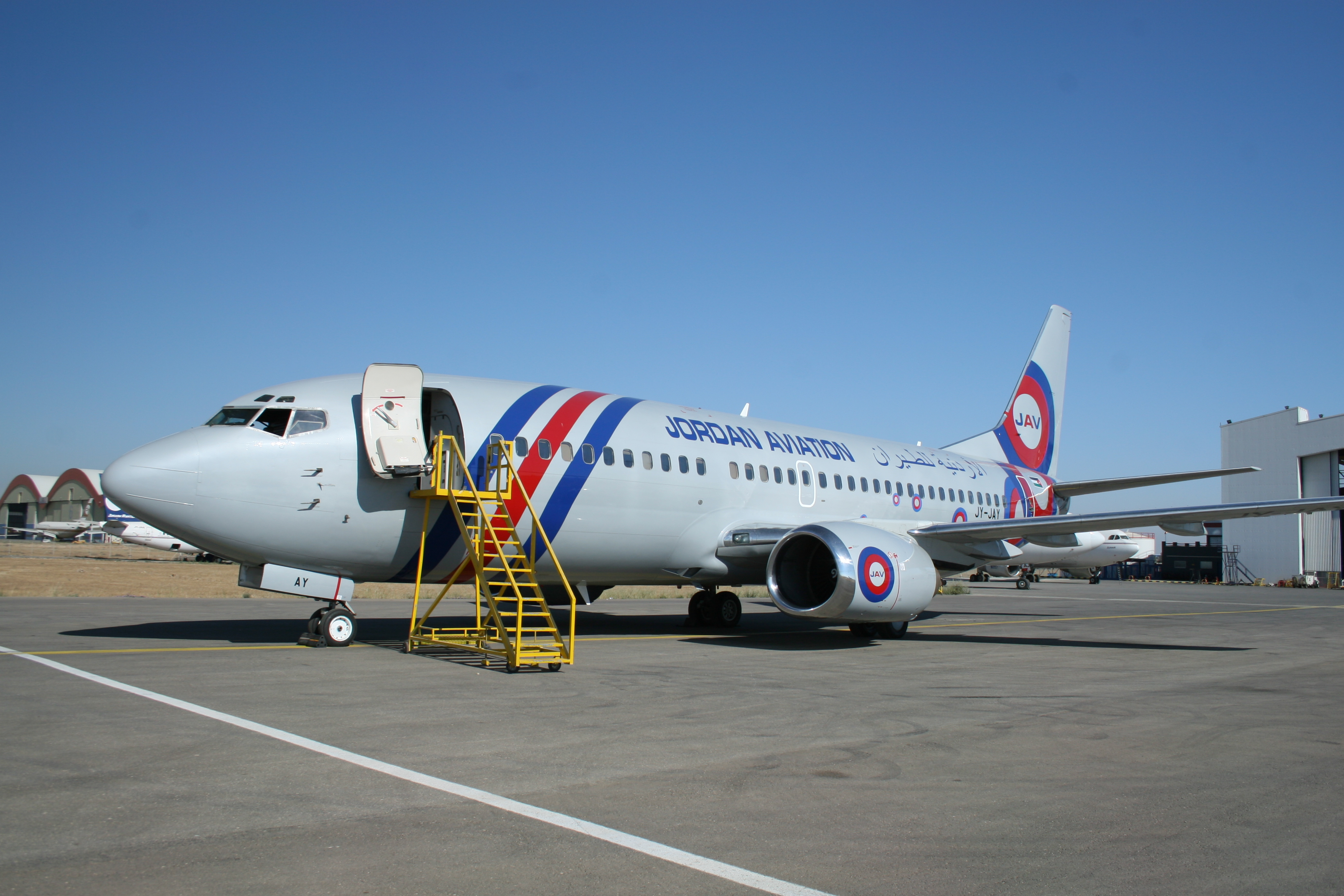
Борт JY-JAY в новой ливрее авиакомпании

Авиакомпания Jordan Aviation принадлежит Мохаммеду Аль-Хашману (президент и генеральный директор) и Хазему Альрасеху. Насчитывает более 900 сотрудников (по состоянию на июнь 2012 года).

## Пункты назначения
Авиакомпания обслуживает рейсы по данным направлениям:
 Египет
- Каир — Международный аэропорт Каир

 Ирак
- Багдад — Международный аэропорт Багдад

 Иордания
- Амман — Аэропорт Королева Алия (база)
- Акаба — Аэропорт имени короля Хусейна

 Кувейт
- Эль-Кувейт — Международный аэропорт Кувейт

 Турция
- Стамбул — Международный аэропорт Стамбул

 ОАЭ
- Дубай — Международный аэропорт Дубай

## Флот

### Нынешний флот
| Тип             | Количество | Вместимость     | Примечания  |
| --------------- | ---------- | --------------- | ----------- |
| Airbus A320-200 | 2          | Y166/Y168       | [ 2 ] [ 3 ] |
| Airbus A330-200 | 2          | Y326 F12C42Y183 | [ 2 ] [ 3 ] |
| Boeing 737-300  | 2          | Y148            | [ 2 ] [ 3 ] |
| Boeing 737-400  | 1          | Y168            | [ 2 ] [ 3 ] |
| Boeing 767-200  | 1          | Y290            | [ 2 ] [ 3 ] |